# Cashion Community (Teksas)
Cashion Community je grad u američkoj saveznoj državi Teksas. Prema popisu stanovništva iz 2010. u njemu je živjelo 348 stanovnika.